# Andrias Antonius Marinus van Rest
Andrias Antonius Marinus (André) van Rest (Fort de Kock (huidig Bukittinggi, Indonesië), 29 september 1908 – McAllen (Texas), 20 februari 1987) was een Nederlands gevechtspiloot en commandant bij het Koninklijk Nederlands-Indisch Leger (KNIL) en de Nederlandse Koninklijke Luchtmacht. Voor zijn optreden tijdens de Japanse aanval op Nederlands-Indië in 1941 -1942 werd hij onderscheiden met de Bronzen Leeuw en de Militaire Willems-Orde.

## Jeugd en opleiding
Van Rest was de zoon van Wilhelmus (Wim) Andrias Marinus van Rest, in 1875 geboren te Delft, en zijn vrouw Agnes Charlotte Sophia Mullij. Zijn vader was als militair gelegerd in Fort de Kock, op Sumatra, een garnizoensplaats van het KNIL in het toenmalige Nederlands-Indië. André van Rest was de derde van vier zonen, die allen militair werden.
Kort na zijn geboorte verbleef André van Rest met zijn ouders enige jaren in Purworejo (Java), waar zijn vader ingekwartierd was. In 1922 kwam hij met zijn ouders naar Nederland. Toen zijn ouders al weer teruggekeerd waren naar Nederlands-Indië, werd hij in Rotterdam en Den Haag enkele jaren opgenomen in het gezin van zijn tante Catharina van Eijk-van Rest, de zus van zijn vader.
Op 19 september 1929 werd André van Rest ingeschreven als cadet op de KMA voor het wapen der Infanterie in Nederlands-Indië. Hij verbond zich voor 7 jaar als militair en voltooide zijn opleiding medio 1932 als 2e luitenant der Infanterie.

## Militaire loopbaan
Na zijn opleiding op de Koninklijke Militaire Academie (KMA) in Breda vertrok Van Rest met het m.s. Sibajak naar Nederlands-Indië. Bij aankomst werd hij ingedeeld bij het 15e Bataljon Infanterie te Bandung, maar nog in datzelfde jaar stapte hij over naar de Militaire Luchtvaart van het Koninklijk Nederlandsch-Indisch Leger. Daar werd hij omgeschoold tot jachtvlieger en waarnemer. Op 5 juli 1934 trouwde hij in Bandung met Wilhelmina van Kuijk die op 4 april 1916 in Batavia was geboren.
Na zijn eerste opleiding als vlieger en tijdens vervolgopleidingen vervulde hij verschillende functies, waaronder hoofd van de Bewapeningsdienst bij de Luchtvaartafdeling, instructeur mitrailleurschieten en daarna medewerker van het Depôt Militaire Luchtvaart. In 1939 werd hij, na een door de algemene mobilisatie verkort verlof in Nederland, ingedeeld bij de IIe Vliegtuiggroep en bij de IIIe Vliegtuiggroep Glenn Martins. Vervolgens ging hij over naar het vliegveld Singosari IIe Vliegtuiggroep, daarna naar de Afdeling Jachtvliegtuigen te Andir.

## Tweede Wereldoorlog
Na het uitbreken van de Tweede Wereldoorlog in Azië verklaarde Nederland op 8 december 1941 Japan de oorlog. Van Rest diende toen als afdelingscommandant bij de 1e Afdeling van de Ve Vliegtuiggroep, die uitgerust was met Brewster Buffalo jachtvliegtuigen; André van Rest vloog in een Brewster met registratienummer B3131.
In januari 1942 arriveerde hij met zijn patrouille op vliegveld Samarinda (op Oost-Borneo, later gebruikt als luchthaven Temindung) om te worden ingezet tegen de Japanse invasievloot bij Tarakan en in de Straat van Makassar. Voor zijn acties in de eerste oorlogsmaanden werden hem het Bronzen Kruis en de Militaire Willems-Orde toegekend.
Als een der laatsten vertrok Van Rest op 6 maart 1942 – twee dagen voor Nederlands-Indië capituleerde voor de Japanners – per vliegtuig naar Australië, om een maand later naar de VS te gaan, waarheen de Nederlandse vliegeropleiding zou worden verplaatst. Met het voor troepentransport ingezette passagiersschip de SS Mariposa vertrok hij op 18 april 1942 vanuit Melbourne naar San Francisco, met zijn vrouw en hun twee jonge kinderen. Van Rest had toen de rang van kapitein. Aan boord bevonden zich heel veel militairen van de Militaire Luchtmacht en de ruim 600 passagiers waren haast alle Nederlands.
Aangekomen in de VS werd hij bij de pas opgerichte Royal Netherlands Military Flying School (RNMFS) ingedeeld, eerst te Fort Leavenworth (Kansas) en nog dat jaar te Jackson (Mississippi). Voor hun vlieglessen, geheel volgens Amerikaans model, werden de eerste tien leerlingen onder leiding van André van Rest geplaatst bij een Amerikaans opleidingsinstituut – het Mississippi Institute of Aeronautics – en geïntegreerd in een Amerikaanse klas. De opleiding vond plaats op Augustine Field, een vliegveldje nabij Madison (Mississippi), waar Van Rest de leiding had van het Nederlandse detachement. Later werd dit toegevoegd aan de RNMFS.
In juli 1943 ging Van Rest naar de RNMFS in Tyndall Field in Panama City (Florida), en in februari 1944 weer naar Jackson. Direct na opheffing van de RNMFS in februari 1944 vertrok hij naar Australië, waar hij in maart als Hoofd Ordnance werd ingedeeld bij het detachement Brisbane. In juli 1945 ging hij over naar de Personal Equipment Pool van de Militaire Luchtmacht te Canberra, in augustus naar het detachement Melbourne en in september naar de Netherlands East-Indies Personal Equipment Pool te Bundaberg, ook in Australië.
In oktober van 1944 ging hij als ondercommandant over naar het 18e Squadron te Balikpapan in Nederlands-Indië. Dat squadron werd onderdeel werd van de Militaire Luchtvaart van het KNIL, maar stond tot 15 januari 1946 nog onder Australisch commando.

## Na de oorlog
Eind juli 1946 werd Van Rest als ondercommandant eervol ontslagen en ging naar de 2e Vliegbasis, wederom als ondercommandant. In juli 1947 werd hij ingedeeld bij de 1e Vliegbasis. Op 2 augustus 1947 ontving hij uit handen van zijn commandant J.L.W. Rhaesa het commando over het vliegveld Tjililitan (West-Java), dat was omgebouwd tot een volwaardige, multifunctionele operationele vliegbasis.
Op 26 juli 1950 werd het KNIL opgeheven en kort daarna vertrok Van Rest naar Nederland als majoor-vlieger-waarnemer bij de Koninklijke Luchtmacht. In dat zelfde jaar werd hij als luitenant-kolonel benoemd tot commandant van de Vliegbasis Gilze-Rijen. Vanaf maart 1954 werd hij een kleine twee jaar tewerkgesteld bij de 2nd Allied Tactical Air Force te Bad Eilsen (Duitsland).
In januari 1956 werd hij eerst waarnemend commandant en kort daarna commandant van de Vliegbasis Eindhoven in de rang van kolonel. In augustus 1957 droeg hij het commando over aan kolonel-waarnemer W.J. Kramer en ging op 1 september 1957 met pensioen. Hij woonde enige jaren daarna in Doorn en emigreerde in 1960 naar Amerika. Hij woonde daar op verschillende plaatsen (Lake Ozark en Lee’s Summit in Missouri) en was werkzaam in de recreatiebranche. Op 78-jarige leeftijd overleed hij op 20 februari 1987 in McAllen (Texas).

## Onderscheidingen
- Het Bronzen Kruis, toegekend op 31 december 1941 als reserve eerste-luitenant-vlieger op grond van, zoals vermeld staat in de “Indische Krant” van 2 januari 1942: “Als commandant eener patrouille van drie jachtvliegtuigen op beleidvolle wijze een vijandelijken boomaanval van negen bommenwerpers op Pontianak opgevangen en op onverschrokken wijze de meermalen sterkere vijandelijke formatie aangevallen op den kortsten afstand”.
- Ridder 4e Klasse der Militaire Willems-Orde (RMWO 4), uitgereikt op 12 februari 1942 in dezelfde rang als toen hij het Bronzen Kruis verkreeg, voor krijgsverrichtingen tijdens de Tweede Wereldoorlog in Nederlands-Indië. In het benoemingsbesluit staat over hem het volgende: “Als commandant-voorvlieger van ene afdeling jachtvliegtuigen op den 23sten en 24 januari 1942 duikbomaanvallen (PM: dit zijn bommenwerpingen die uitgevoerd worden door een vliegtuig dat naar het doel duikt) uitgevoerd op vijandelijke schepen en luchtgevechten aangegaan met vijandelijke vliegtuigen en ondanks ’s vijands lucht- en jagerafweer door beleidvol en moedig optreden alsmede initiatief, vastberadenheid en koelbloedigheid den vijand zware verliezen toegebracht hebbende hij daardoor blijk gegeven van uitstekende militaire eigenschappen in den strijd tegen een plaatselijk zeer overmachtige vijand, zoomede van onverschrokkenheid en kalm beleid in ettelijke gevechten.”
- Oorlogsherinneringskruis, toegekend op 20.11.1944.
- Ereteken voor Langdurige Dienst als Officier (Officierskruis), toegekend op 6.12.1947.
- Ereteken voor Orde en Vrede voor inzet tijdens de Nederlandse zogenoemde politionele acties in Indonesië, toegekend op 24.12.1949.